# シーク (ペトラ)

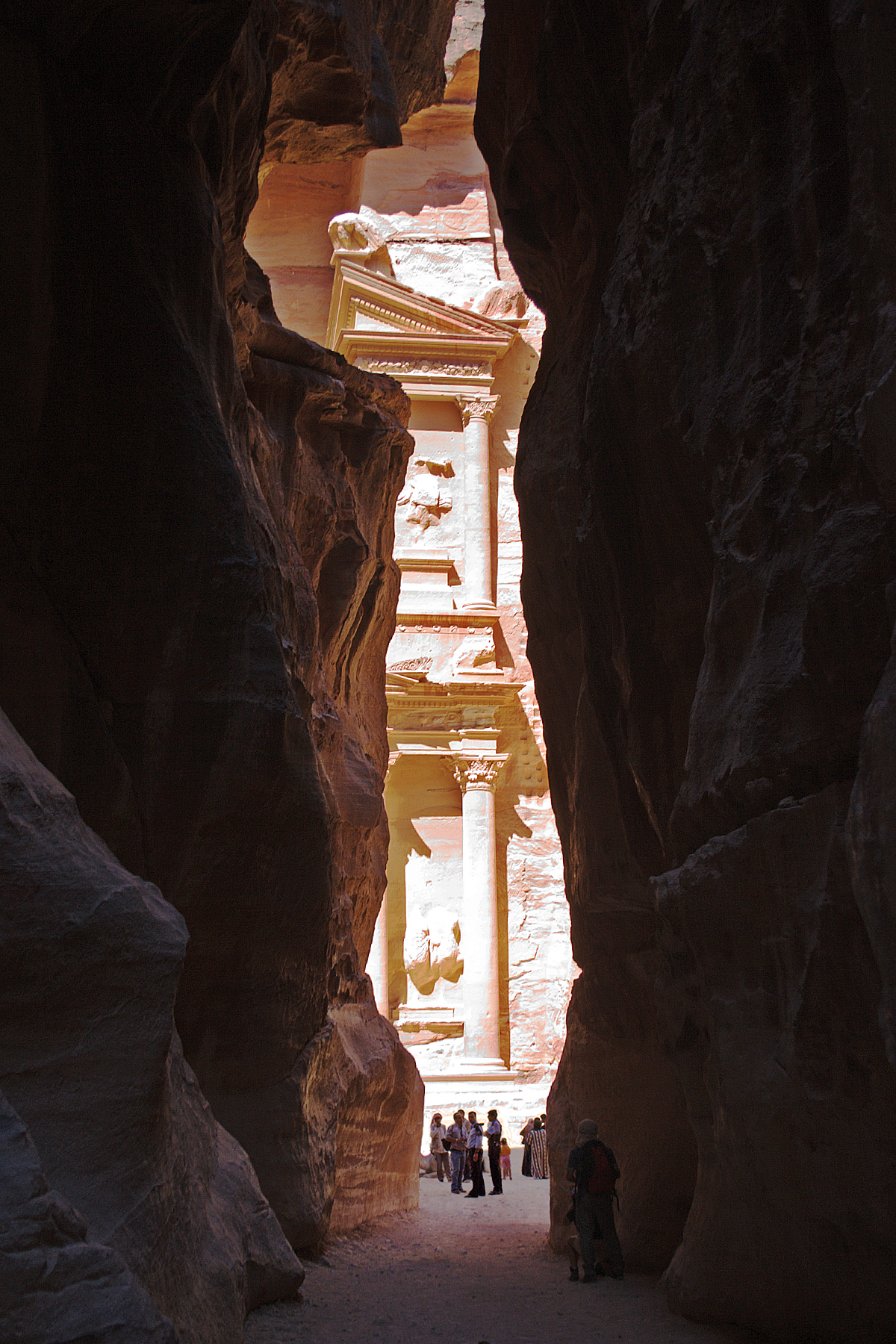
シークから望むエル・カズネ（宝物殿）

シーク（アラビア語: السيق al-Siq, 英語: the shaft）は、ヨルダン南部にある古代都市ペトラへの入口である。その薄暗くて狭い峡谷（場所によっては幅3メートルもない）は、およそ1.2キロメートル（3/4 マイル）のうねった通路であり、ペトラの最も精緻な遺跡であるエル・カズネ（宝物殿）に行き着く。
シークは地殻運動の影響によって形成され、水の侵食により滑らかに削られた自然の地質断層である。シークを取り囲む壁の高さは91-182メートル（300-600フィート）となる。
シークの入口には、1963年および1991年に再建された巨大なダムがあり、シークを通さず、ワディ・ムーサの水路を変更するように造られていた。そのダムは、紀元前1世紀から紀元後1世紀の初めに、ワディ・ムーサを維持するためナバテア人が造ったもので、かなり正確に復元されている。入口にはまた、記念門の残片として、2つの迫台およびアーチ自体の切り崩れたいくらかの石のみがある。そのアーチは、地震の後1896年に崩壊したが、その外観はデイヴィッド・ロバーツ (David Roberts) のリトグラフ作品によって知られている。
シークはペトラへの重要な隊商の入口として使用された。裂け目の両壁に沿って、ベテル (baetyli) を含む数多くの奉納された窪み（壁龕）があり、シークがナバテアの人々に尊ばれていたことを示唆している。1998年に、通路を1.8メートル（6フィート）以上下げるため採掘がなされた時に、一群の彫像が発見された。その上部はかなり侵食されているが、2人の商人と、それぞれが引く2頭のラクダの像を今もなお認めることができる。その像は、ほぼ等身の2倍大となる。
シークに沿っていくつかの地下室があるが、その機能はまだ明らかにされていない。それらが墓であった可能性は否定されており、考古学者はそれらが住居であったことも信じ難いとしている。多数意見では、それらはペトラへの入場口を守った見張り役を収容したとされる。

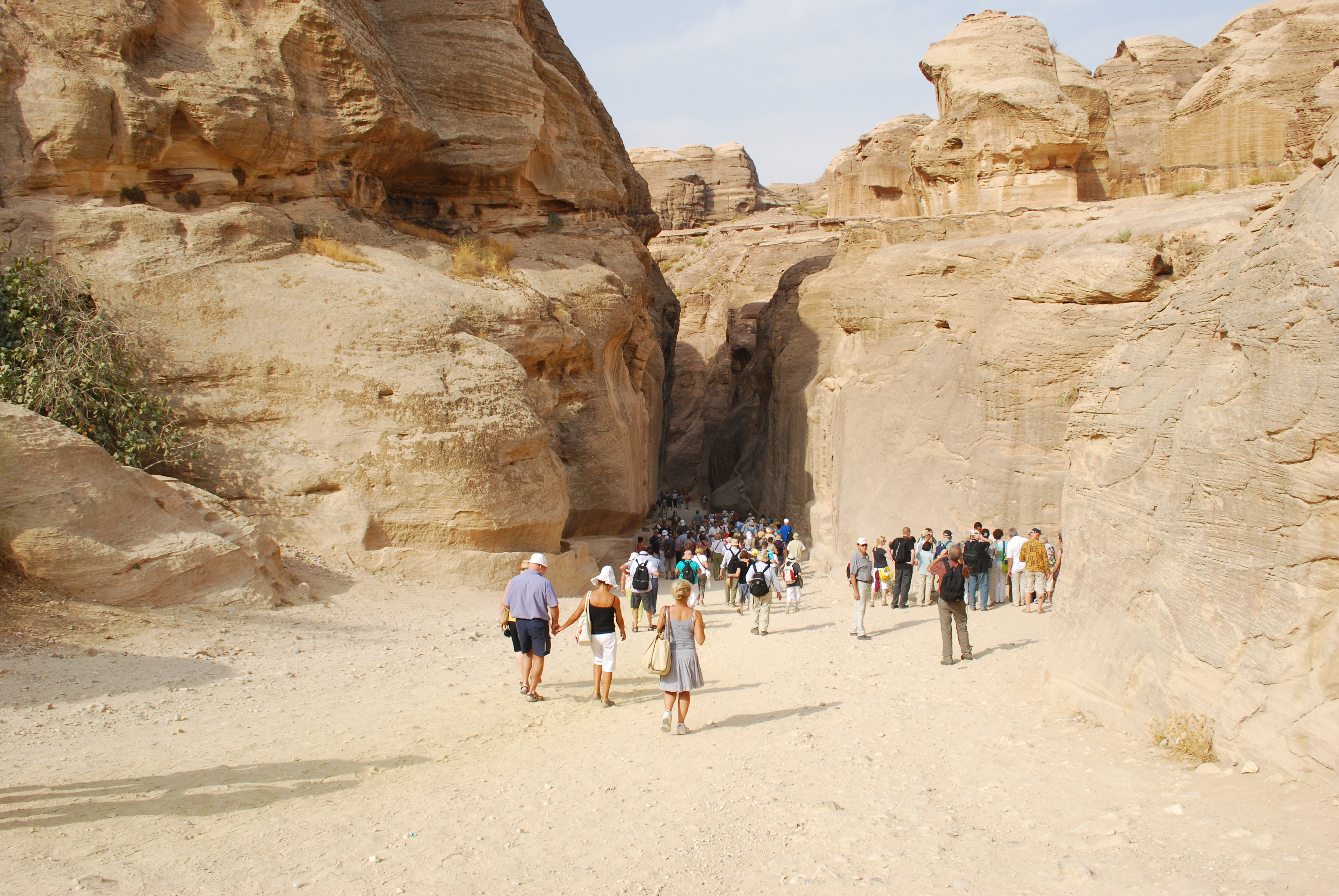
シーク入口
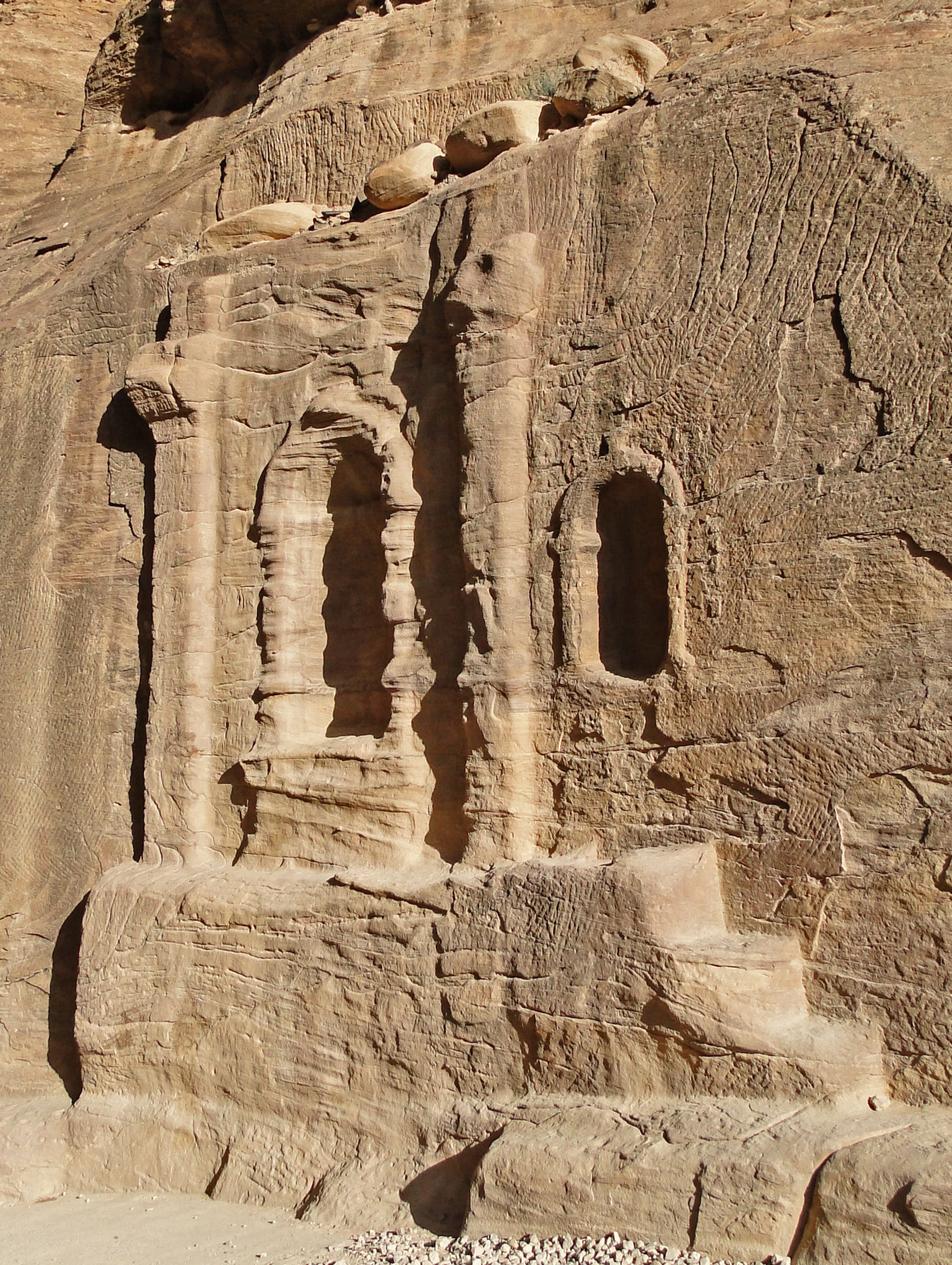
入口付近にある壁龕
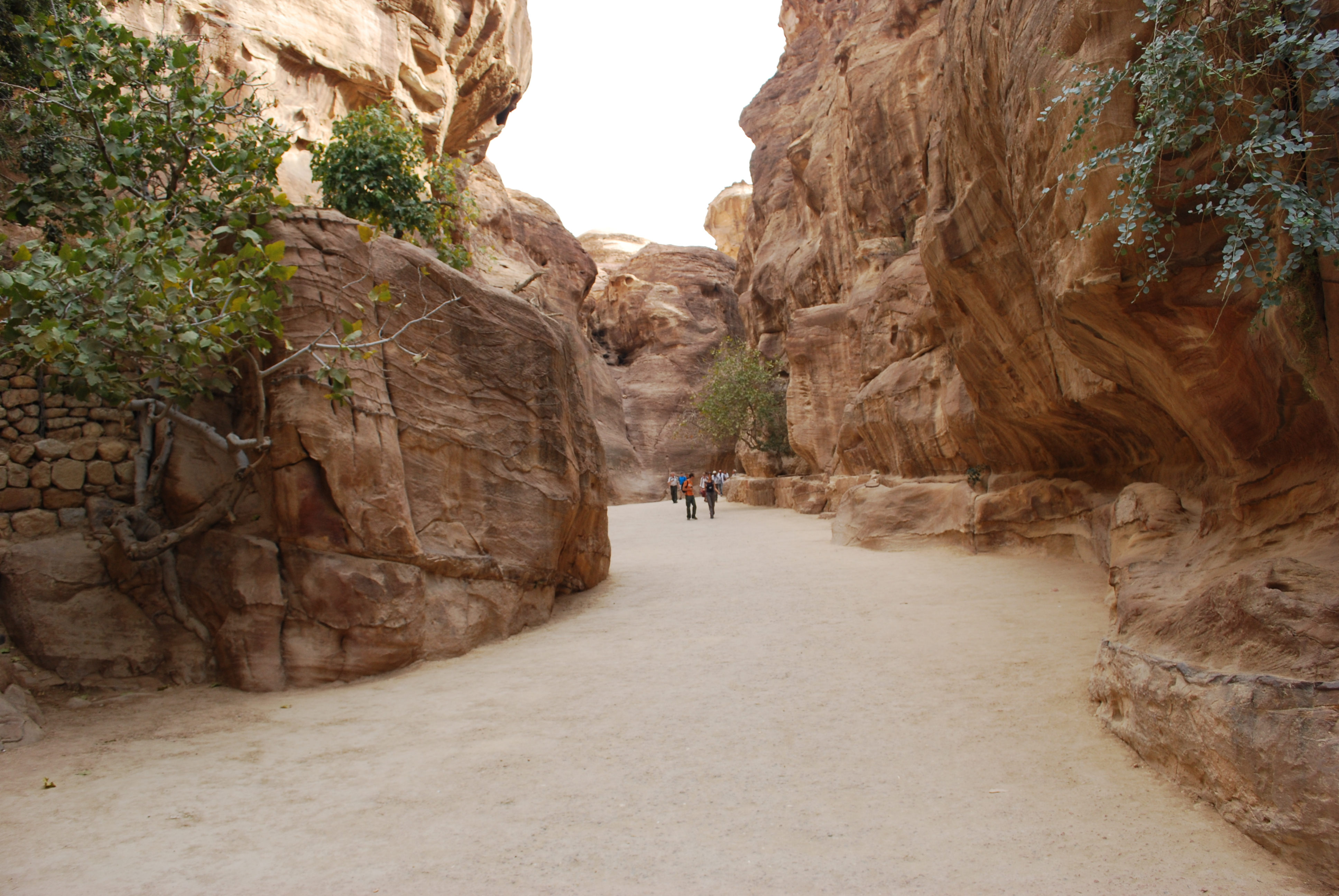
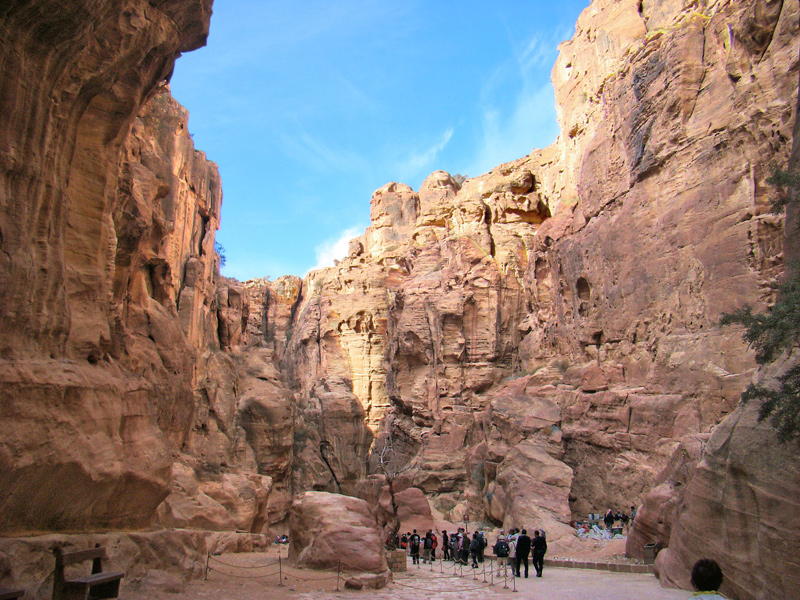
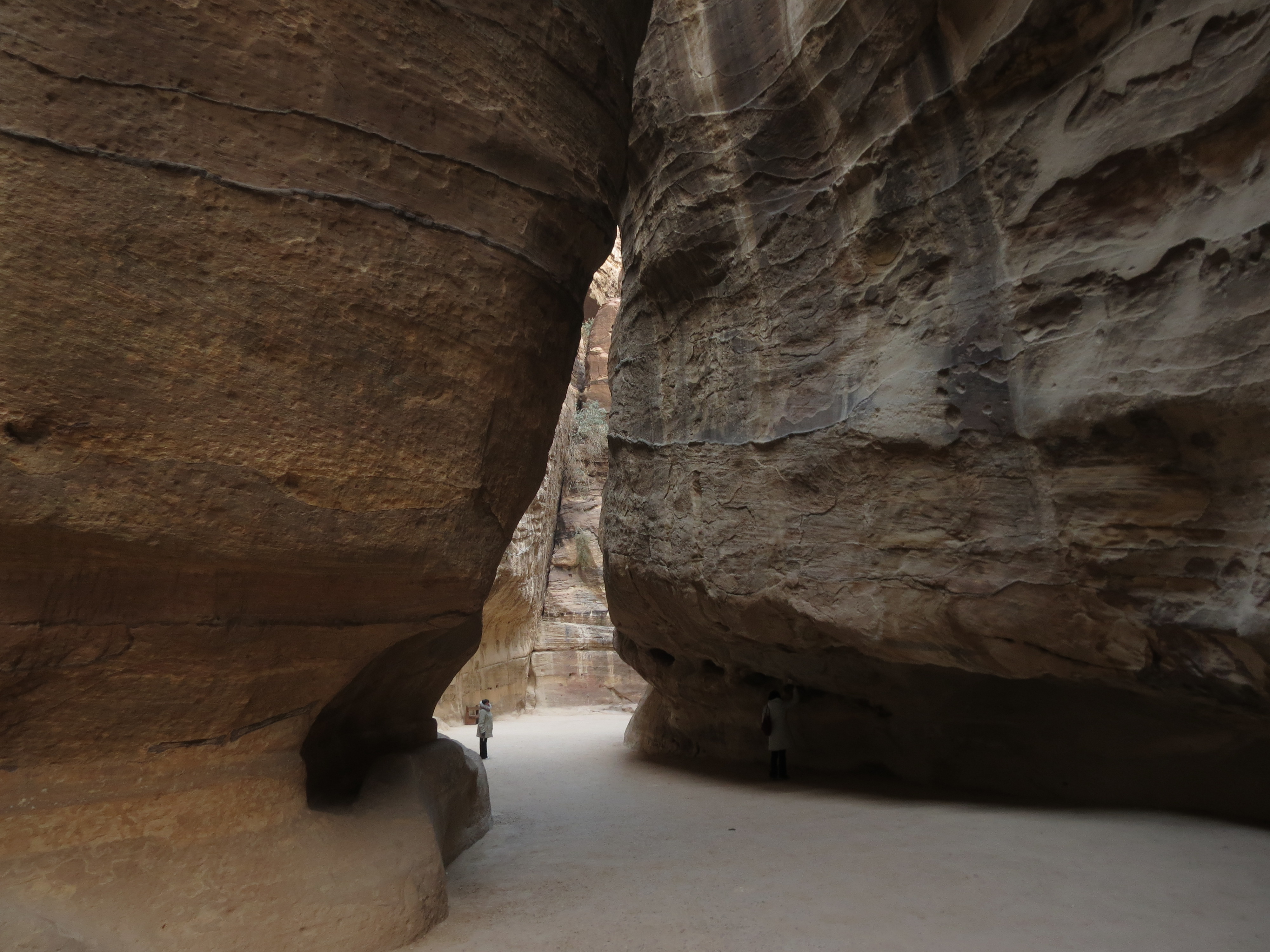
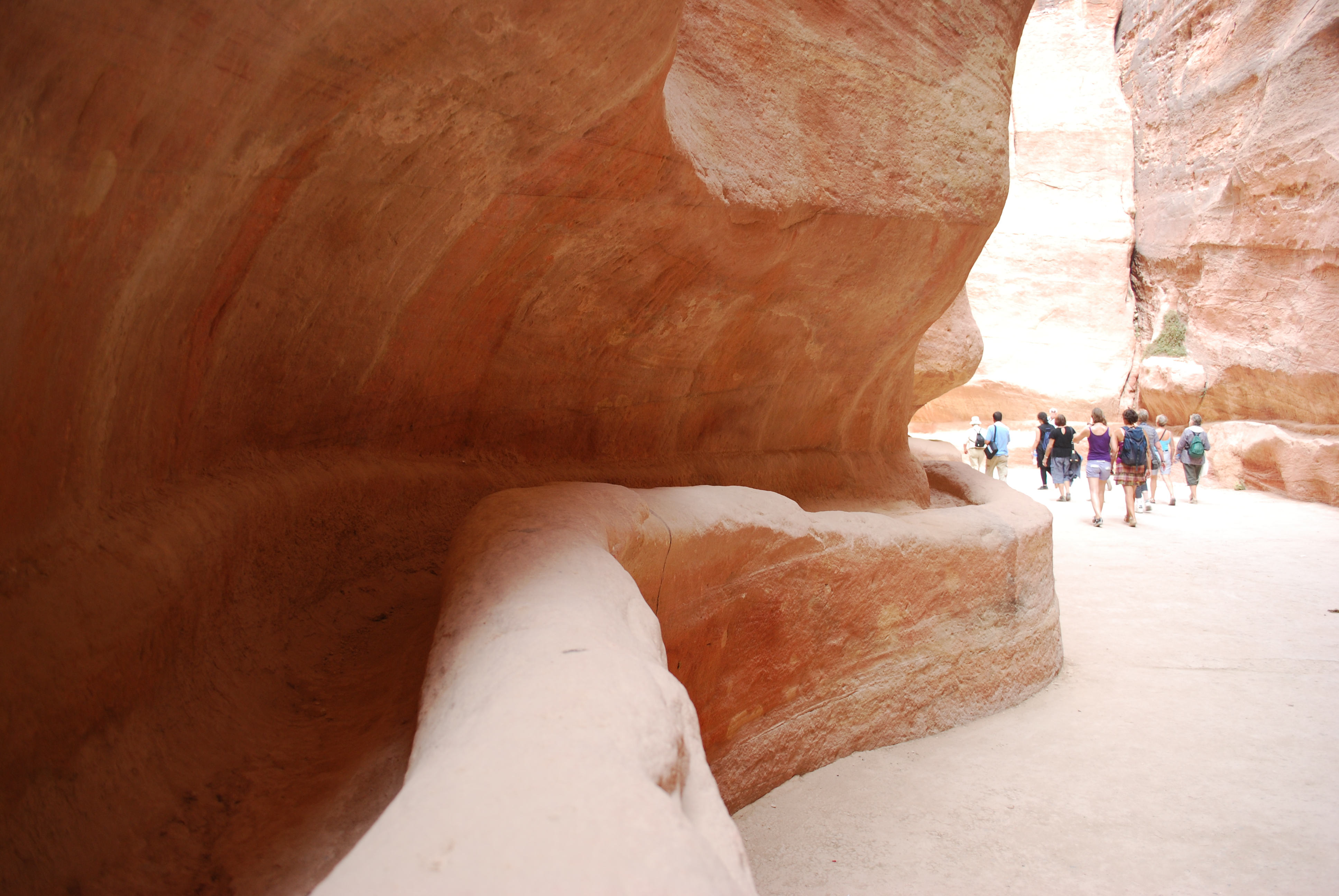
シークの両側には水を運ぶ土管が通っていた
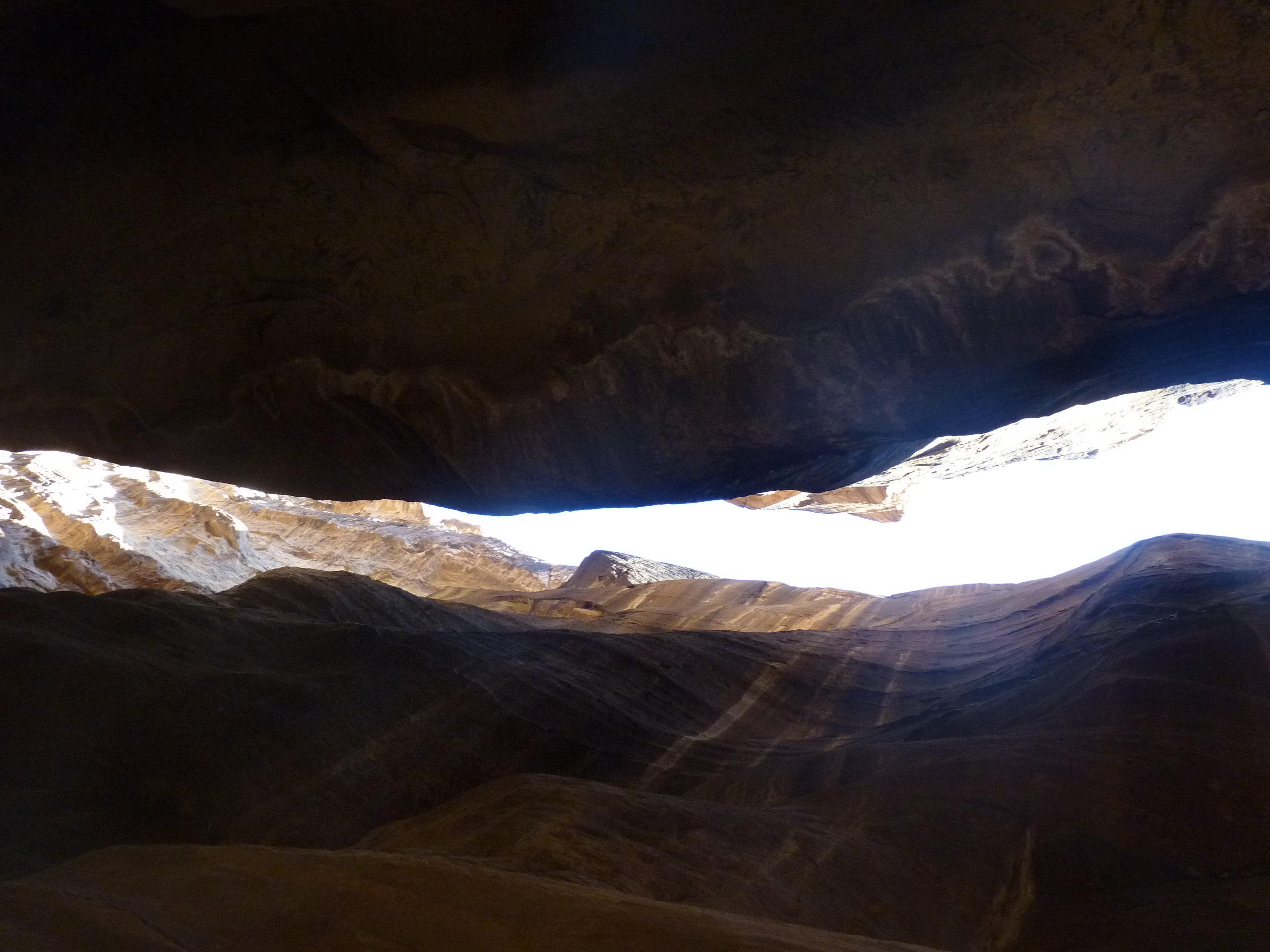
真上を見上げる
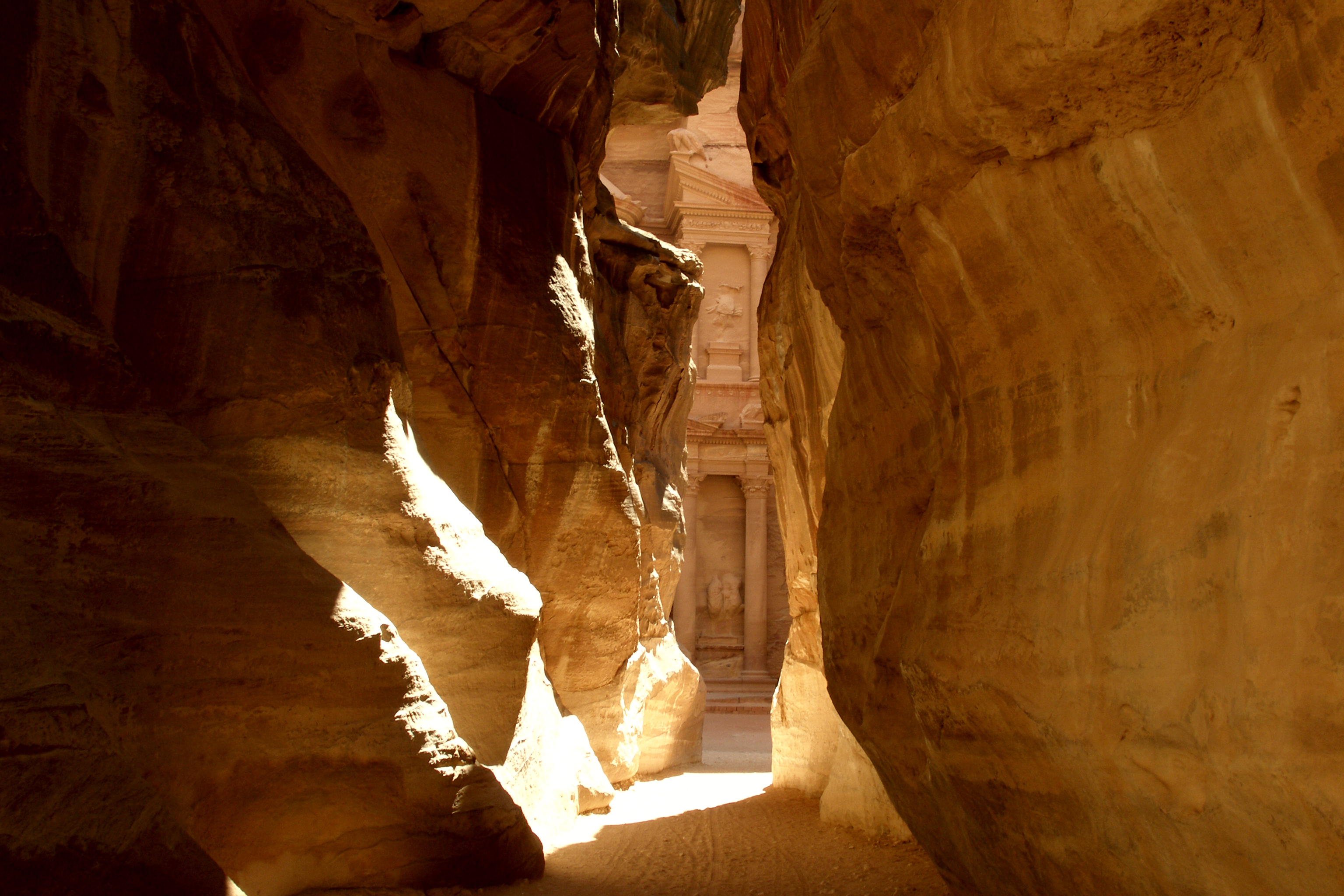
奥にエル・カズネ
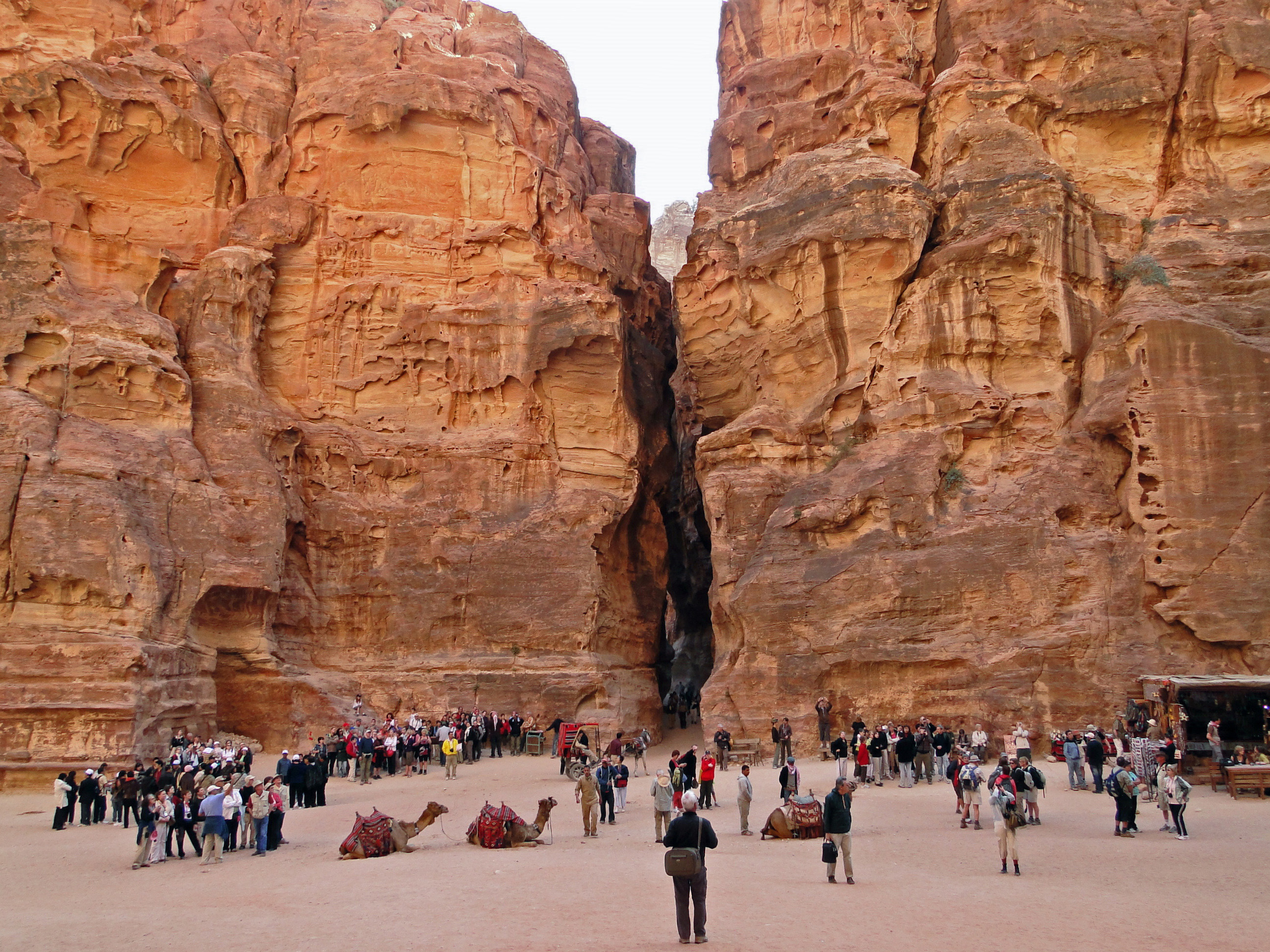
エル・カズネ前から見たシーク